# クライヴ・ジョンストン
クライヴ・チャールズ・カラザース・ジョンストン（英語: Clive Charles Carruthers Johnstone、1963年9月6日 - 2024年5月12日）は、イギリス海軍の軍人。階級は中将で、連合海上司令部司令官を務めた。

## 経歴
シュルーズベリー校を経てダラム大学、ダートマス海軍兵学校を卒業後、1985年に王立海軍に入隊。北大西洋、カリブ海、ペルシャ湾、インド洋、バルカン半島、東地中海など各地の作戦に参加。1999年、23型フリゲートアイアン・デューク艦長に任じられ、2005年にアルビオン級揚陸艦ブルワーク艦長。2008年4月に国防省の海軍参謀事務局長（Director of Navy Staff Duties）に補職。同年12月、統合参謀総長主任参謀。2011年7月に少将に昇進し、航海訓練将官（Flag Officer, Sea Training）と海軍参謀次長（訓練担当）を兼任。さらに2013年5月に海軍参謀次長（政策担当）に就任するなど要職を歴任し、2015年10月より連合海上司令部の司令官。
家族は妻アリソン（プロのオペラ歌手）と娘二人。
2024年5月13日に訃報が発表された。

## 受勲
- バス勲章 コンパニオン
- 大英帝国勲章 コマンダー - ペルシャ湾長期展開、及びベイルートからのイギリス国民退避への貢献
- 総合従軍章（英語版）（1962年版）
- NATOユーゴスラビア紛争章（英語版）
- NATOコソボ紛争章（英語版）
- イラク記章（英語版）
- エリザベス2世女王在位50周年記章（英語版）
- エリザベス2世女王在位60周年記章（英語版）